# Cimetière des Champs Bruley
Le cimetière des Champs Bruley (parfois au singulier Champ Bruley, aussi cacographié Champs brulley et Champs brûlés), également qualifié de protestant et réformé, rue de Chalezeule, est un cimetière municipal de Besançon (France), situé à l'intersection des quartiers Chaprais, Bregille, Clairs-Soleils et Vaîtes.

## Premier cimetière communal
Ouvert en 1793, ce lieu caractéristique du patrimoine religieux et funéraire local est par ailleurs le premier cimetière géré par la ville, et l'une des plus anciennes nécropoles protestantes situées dans une grande commune. D'abord destiné à accueillir l'ensemble des habitants, le site est rapidement délaissé par une société encore fortement conservatrice, notamment à cause de sa topographie, de son emplacement et de l'absence d'église adjacente. Il devient alors rapidement le lieu d'enterrement des citoyens indésirables : condamnés, malades et non catholiques. La communauté luthérienne, alors en pleine renaissance mais ostracisée, s'y voit ainsi de facto reléguée.
Le reste de la population marque son mécontentement et choisit d'être inhumée en proche banlieue, attendant d'obtenir le nouveau cimetière des Chaprais. Ce dernier est mis en service en 1824, et dès lors, les autorités confirment officiellement une séparation stricte obligeant les défunts protestants à n'être admis qu'aux Champs Bruley. Cette situation dure jusqu'à la loi de neutralité appliquée en 1881, qui laïcise les cimetières municipaux. C'est à cette époque que la mixité des emplacements s'impose, bien que de nombreux fidèles y soient encore enterrés par tradition au cours des XIXe et XXe siècles. Fort témoignage huguenot, avec le temple du Saint-Esprit, le cimetière n'en demeure pas moins, au XXIe siècle, un espace profane et bucolique. Agrémenté de verdures et de plusieurs tombes-monuments d'hôtes remarquables — tels que Voirol, Gigoux, ou encore le mémorial de la guerre franco-allemande de 1870 —, le domaine est en effet qualifié de « nécropole romantique ».

## Contexte

### La Réforme à Besançon

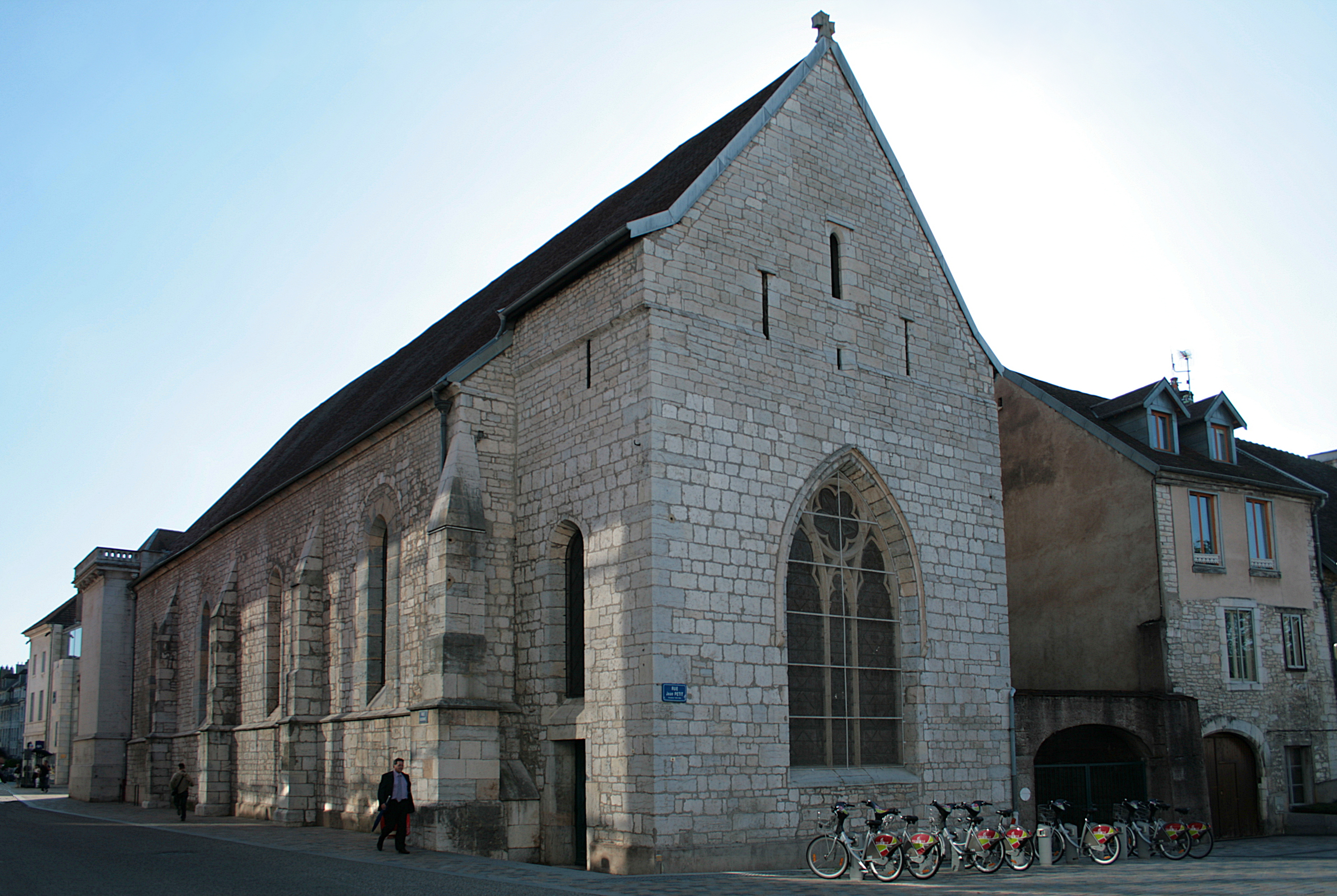
Le temple du Saint-Esprit, symbole de l'importance de la communauté.

L'histoire du cimetière est intimement liée à celle des protestants, le site leur étant rapidement destiné par les soubresauts de l'histoire,,. La Réforme est apparue à Besançon de manière informelle dans les années 1530, lorsque de célèbres prêcheurs viennent favoriser les nouvelles idées alors en vogue auprès de la population pourtant fervente catholique,,. Montbéliard et la Suisse voisines basculent définitivement, pendant que l'expansion  de la Réforme dans la capitale comtoise donne lieu à des incidents jusqu'au milieu du XVIe siècle,. En 1575, une grande bataille oppose huguenots et catholiques, ces derniers battant les « hérétiques » qui sont tués et chassés,. Pendant presque deux siècles, toute forme de dissidence fut sévèrement réprimée et les auteurs protestants contraints à l'exil ou à la conversion,. Cette situation dure jusqu'à la Révolution française, qui met un terme aux persécutions religieuses, permettant ainsi le retour d'une communauté luthérienne,. L’institutionnalisation et l'importante immigration suisse permettent d'établir une congrégation solide, qui s'organise et acquiert le temple du Saint-Esprit,,. Elle n'en est toutefois pas moins marginalisée, jusqu'à la fin de la Seconde Guerre mondiale,. Aujourd'hui estimée à environ 2 000 à 2 500 personnes pour les luthériens, et à plus d'un millier pour les autres branches (anabaptistes, pentecôtistes-mennonites, évangélistes, baptistes, adventistes, indépendants/libres, mormons et Témoins de Jéhovah), les protestants forment aujourd'hui un groupe hétéroclite et vivace au sein de la ville.

### Les cimetières protestants
À quelques exceptions près, les protestants de France ont fait l'objet d'opposition et d'ostracisme durant des siècles, y compris concernant leurs droits funéraires. Localement, les plus anciennes traces d'inhumations par des réformés font état, dès le XVIe siècle, d'enterrements dans des fossés aux environs du secteur des Arènes, sur une terre jugée indécente. Dans d'autres parties du Royaume, il existait toutefois de véritables cimetières avant la révocation de l'édit de Nantes en 1685, ou des espaces familiaux — auprès des habitats — tolérés de cette date jusqu'à la fin du XVIIIe siècle, mais aucune trace ne détermine une présence équivalente dans la ville. Ainsi durant la période du Désert la plupart des cités appliquent des mesures sévères dès lors que les Huguenots deviennent persona non grata, leurs nécropoles étant généralement rasées, toute sépulture interdite, et les funérailles le plus souvent clandestines,. Mais dès les années 1760, une tolérance s'installe, confirmée par l'édit de Versailles en 1787, légitimant l'élévation de carrés dans plusieurs grandes villes. C'est surtout la Déclaration des droits de l'homme et du citoyen du 26 août 1789, dont l'article 10 proclame le droit d'exercer la religion de son choix, qui consacre l'émancipation des réformés. Dans de nombreuses localités, les espaces funéraires s'ouvrent peu à peu : Royan en 1761, Nîmes en 1779, Montpellier en 1809, Castres en 1824, Bordeaux en 1826,. Pour autant, cette officialisation n'est en rien une pleine acceptation de la population encore majoritairement affiliée à l'Église romaine et hostile à leur égard.
En effet bien qu'également issus du christianisme et malgré une pleine reconnaissance des autorités temporelles, les catholiques refusaient encore souvent à la fin du XVIIIe siècle et au cours du XIXe siècle de voir le lieu de leur dernier repos « souillé » par des croyances toujours jugées hérétiques,. Ainsi une part majoritaire des religieux et pratiquants considéraient qu'autant dans leurs vies que leurs morts les protestants étaient de graves pécheurs, toute convergence restant donc particulièrement difficile. Ce rejet est également observé au niveau local par une société conservatrice jusqu'au milieu du XXe siècle, bien que les interdictions strictes du XVIIIe siècle laissent progressivement place à une acceptation froide et distante,. Par ailleurs lors des cérémonies, les luthériens s’abstenaient aussi de plusieurs éléments, renforçant la défiance, comme l'intervention d'un pasteur puisque ne prêtant aucune valeur à la sacralisation du corps, la prière car n'ayant pas d'impact sur le sort du défunt, ou même la présence physique de la dépouille jugée secondaire pour le recueillement ; cependant l'organisation paroissiale s'est également imposée tout en gardant ses principes, visant principalement le soutien de l'entourage. Depuis la neutralité de 1881, la laïcité officialisée par l'institutionnalisation de 1905, et surtout après la Seconde Guerre mondiale, ces deux grandes familles se sont rapprochées, gagnant en mixité que ce soit dans la communion, les mariages, ou l'inhumation,.

## Histoire

### Aux origines des Champs Bruley

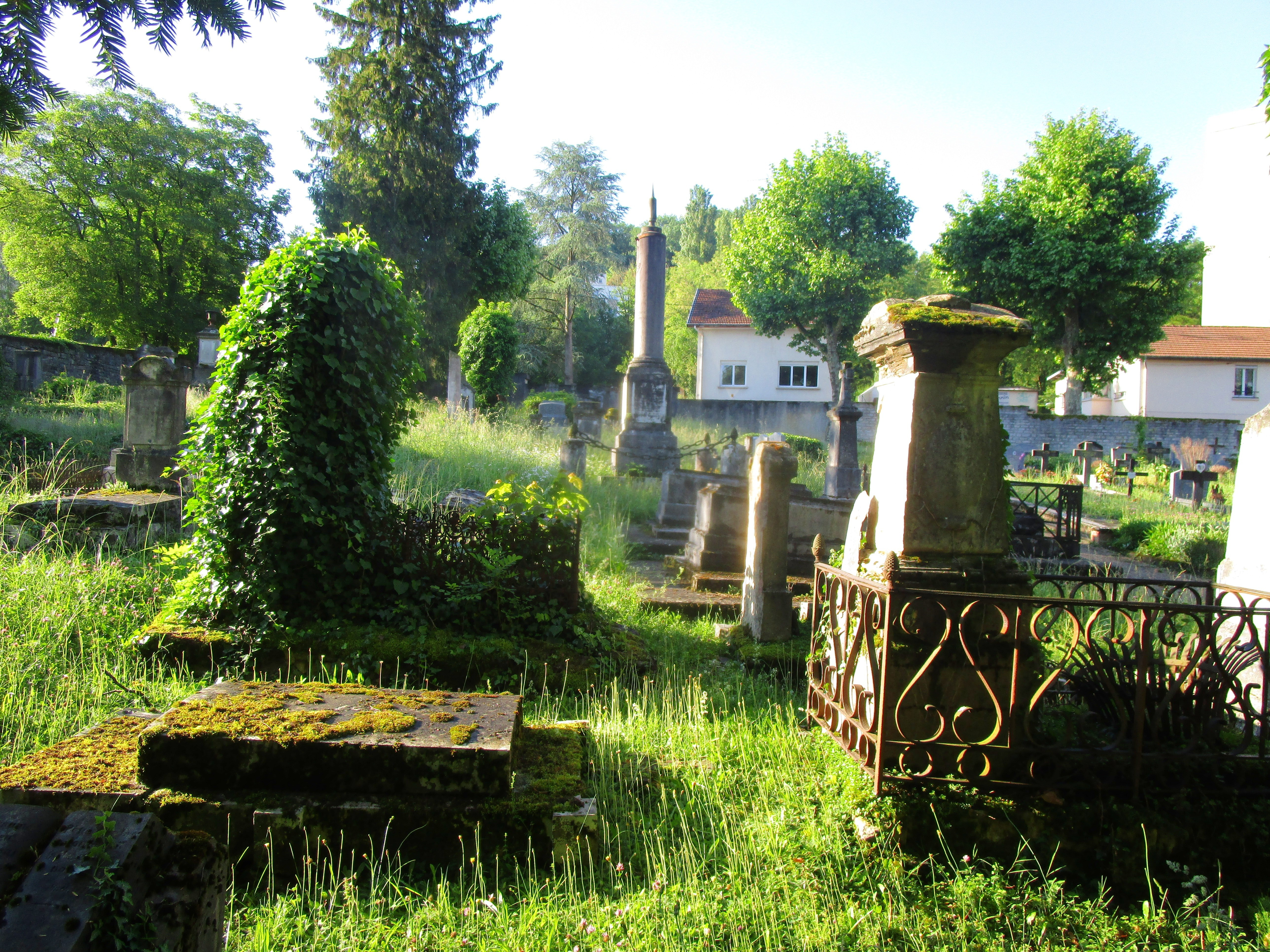
Aperçu du cœur la partie ancienne du cimetière, élevée dès son ouverture en 1793.

Au cours du XVIIIe siècle Besançon devient capitale régionale ; sa population compte 14 000 habitants en 1700 et 32 000 en 1800. Cette poussée démographique pose de nouveaux défis concernant les besoins et pratiques funéraires. Par ailleurs la Municipalité doit également se conformer au Droit en la matière, depuis la déclaration royale du 14 mars 1776 renforcée par le décret impérial sur les sépultures du 12 juin 1804,,. Les cités sont en effet désormais contraintes de trouver des solutions appropriées et pérennes, toute inhumation devenant proscrite dans et autour des lieux de culte, comme c'était jusqu'alors l'usage, pour des raisons d'hygiène et d'urbanisme,,. Si la plupart des grandes villes comme Paris traitent le problème dès 1780, les Bisontins sont encore mus dans une forte tradition catholique et s'opposent à tout changement au point que les projets sont repoussés après la Révolution de 1789,. Il est alors confié au citoyen Euvrard de trouver et d'acquérir un terrain pouvant être clos et isolé à cette fin ; la propriété dite des Champs Bruley, détenue par un prêtre du nom d'Athalin, est achetée le 12 novembre 1792 pour 22 000 livres, (équivalant à près de 230 000 euros en 2018). La toponymie du secteur est incertaine, mais comme l'indique une plaque encore en place sur le portail d'entrée, la parcelle numéro 118 du cadastre était connue comme "le champ du Père Bruley" au XVIIe siècle. Mesurant un peu plus d'un hectare et à l'écart du centre, le site correspond parfaitement aux besoins,.
Les Champs Bruley sont restructurés, les tombes irrégulières transférées, et la mise en service prononcée en 1793, devenant ainsi le premier cimetière communal de Besançon,,,,. Cependant de vives protestations achèvent de frustrer la population, confirmées par les contemporains : l'éloignement géographique rompt brutalement avec quatorze siècles d'habitudes « d'appartenance des morts aux vivants », ce qui est vécu comme une expulsion ; les terres marneuses empêchent la décomposition naturelle des corps, l'assainissement moderne ne pouvant encore s'opérer ; l'isolement espéré du site avait aussi une face sombre imprévue, la multiplication du pillage des tombes notamment par les fossoyeurs mêlée à l’incapacité des autorités à rétablir l'ordre et punir les coupables ; la chapelle promise au sein même du lieu tardait à être édifiée, heurtant la sensibilité des plus fervents préférant « faire inhumer les leurs dans des villages périphériques comme Saint-Ferjeux même si c'était sous l’égout du toit de l'église » ; enfin, les capacités d'accueil ont été surestimées, puisque rapidement il est admis qu'il serait impossible de respecter les décrets faute de place suffisante, à savoir une fosse pour chaque individu renouvelable tous les cinq ans,,,. Le chroniqueur local Auguste Perron décrit la situation chaotique qui règne : « le désordre s’introduisit peu à peu dans ce cimetière solitaire, où la police n’exerçait aucune surveillance. Il s'y commettait des violations indignes. Les fossoyeurs dépouillaient les morts qu'ils avaient enterrés la veille ; ils vendaient des draps mortuaires, des cercueils, et jusqu'aux cadavres. »

### Un cimetière confessionnel

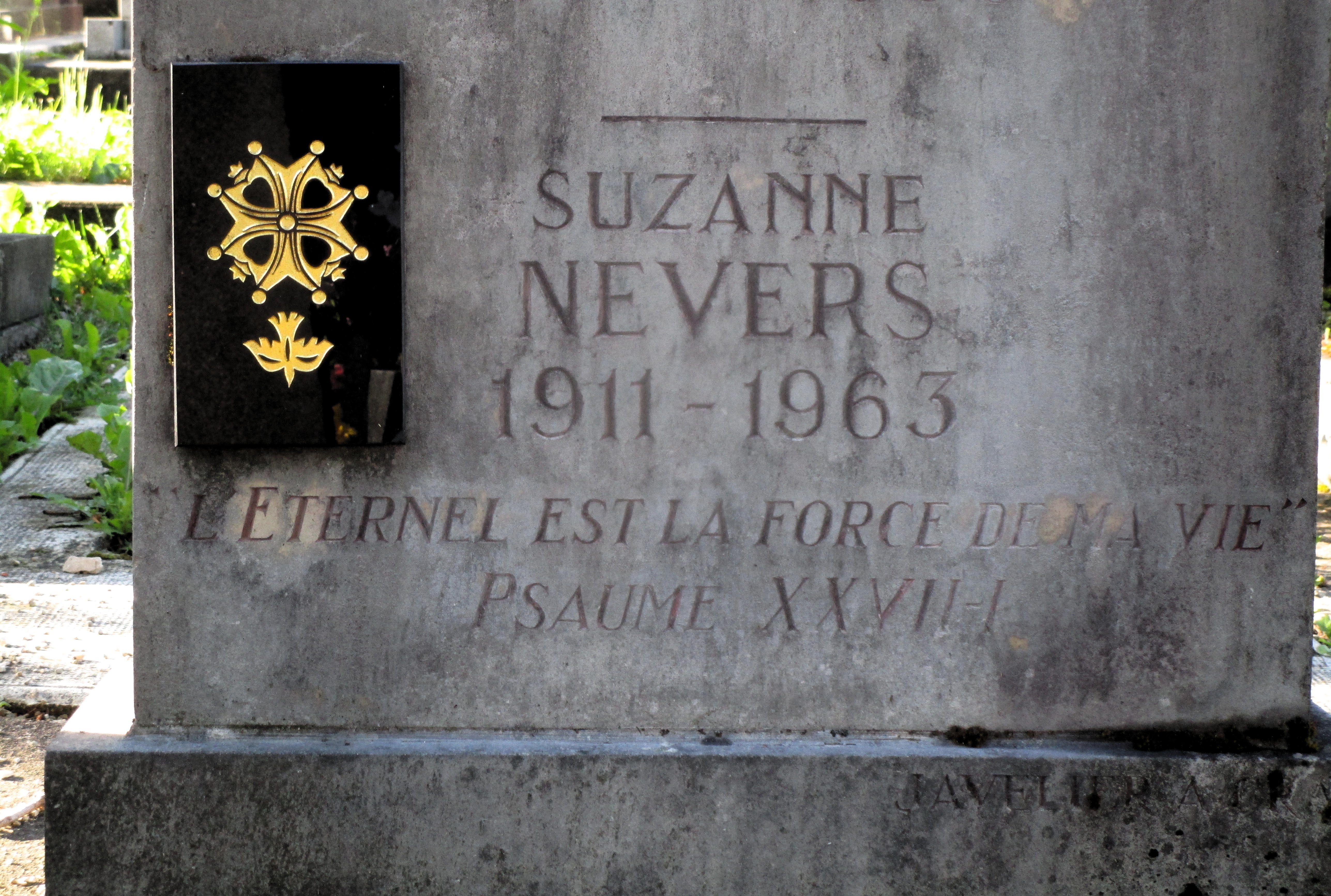
Exemple de stèle affichant la croix huguenote et un psaume typique.

Autorisés à se constituer et à vivre librement leur foi, les Huguenots, avec les apports migratoires suisses, redeviennent une congrégation active après deux siècles d'absence dans la ville,. En effet les Suisses représentent 400 personnes en 1793 et jusqu'à 1 500 à la fin de l'Empire en 1815, renforcés par des arrivées du Pays de Montbéliard et d'Alsace au milieu du XIXe siècle. Les luthériens, toutes origines confondues, sont estimés à environ 1 850 personnes, soit 8% des 22 000 Bisontins à la Révolution. Bénéficiant de la possibilité de célébrer leur culte,,, les réformés souhaitent également pouvoir enterrer dignement leurs morts et se voient ainsi autoriser l'accès aux cimetières. La concordance entre cette normalisation partagée, objet de mépris par les catholiques, et la défiance vis-à-vis du seul cimetière municipal existant dont les critiques en font un secteur réputé malfamé, aboutissent à donner aux Champs Bruley un caractère confessionnel unilatéral officieux. Ainsi, durant les premières années de service, il ne reçoit que les indigents décédés à l'hôpital ou à l'hospice de Saint-Jean l'aumônier, les victimes de la Terreur et les protestants venus de Suisse.
Cette fronde permet aux habitants d'obtenir le cimetière des Chaprais et l'église Saint-Martin dès 1820,,, situés volontairement à quelques centaines de mètres. Il est le second site municipal de la ville et en devient rapidement le plus important,, alors que le cimetière juif est acquis en 1796. Ouvert en 1824, il est beaucoup plus vaste et soigné que son prédécesseur, au point d'être aujourd'hui comparé au Père-Lachaise,. Une autre différence fondamentale est la séparation entre les différentes communautés religieuses,. En effet un arrêt municipal du 14 août stipule « qu'on ne transportera désormais dans l'ancien cimetière dit le Champ Brulé que les corps provenant des hospices, ceux des personnes qu'on demandera expressément à y faire inhumer, et ceux des défunts non catholiques » ; un règlement est précisé l'année suivante : « le cimetière particulièrement consacré aux défunts de l'Église réformée continuera à être en usage tel qu'il existe dans la partie supérieure de l'ancien cimetière de la ville. » Les Champs Bruley deviennent dès lors le cimetière des Protestants.

### Le site de 1881 auXXIesiècle

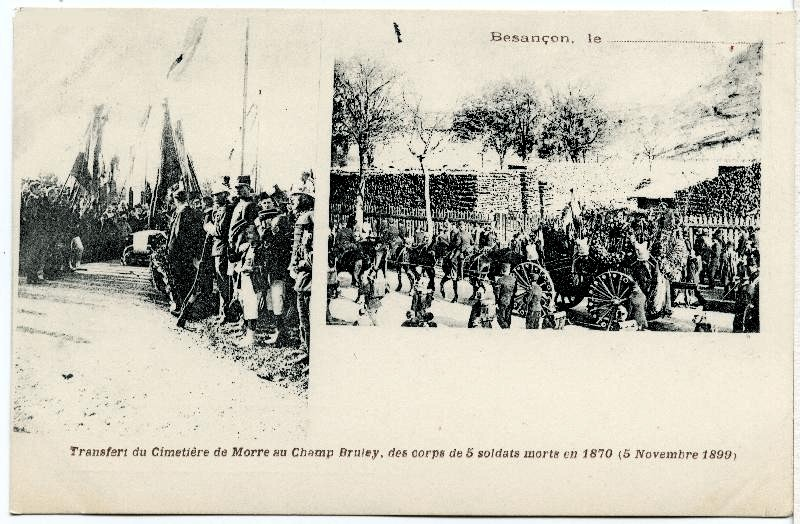
Carte postale du 5 novembre 1899, commémorant le transfert des dépouilles de cinq soldats tombés en 1870 entre les cimetières de Morre et des Champs Bruley.

Durant près de 90 ans, les réformés sont accueillis au sein de deux espaces qui leur sont exclusivement réservés : un « vieux » carré pour les hommes d'Église et les paroissiens, ainsi qu'une parcelle pour les infortunés de l'hospice protestant. Les autres dépouilles, de condamnés à mort, de diverses personnes non catholiques ou de défunts ayant fait explicitement part de ce choix, sont admises sur le reste du site. Dès 1881, des changements importants apparaissent : la neutralité confessionnelle des cimetières, actée par la loi du 14 novembre 1881, permet un nouveau départ en instaurant un accès universel et une organisation impartiale pour tous les citoyens. Dès lors, les défunts sont inhumés et positionnés sans considération de leurs croyances, même si celles-ci peuvent librement s'afficher sur les stèles. Entre 1882 et 1901, les travaux de réhabilitation et d’embellissement menés par la municipalité s’enchaînent. Aussi, l'élévation de plusieurs ornements donne du relief à l'ensemble, comme ceux du bienfaiteur François-Louis Bersot et du peintre Jean Gigoux en 1887 et 1891, ou du Monument aux morts en 1893. Le site devient un lieu de ralliement pour les hommages militaires, notamment pendant la Première Guerre mondiale et encore au début du XXIe siècle chaque 1er novembre, également date de recueillement officiel auprès de notables comme l'ancien maire Jean Minjoz, mort en 1987.
Ainsi, bien que restés dans une tradition luthérienne, c'est depuis la fin du XIXe siècle, avec les changements législatifs et de mœurs, que les Champs Bruley perdent toute reconnaissance particulière sur ce passé protestant,,. La mixité déjà enregistrée en 1840 concernant deux mariages sur trois, puis la sécularisation, mais aussi la déchristianisation, changent en effet les pratiques et l'aspect du cimetière en lui donnant l'aspect profane actuellement perceptible,,. Seules les chroniques rappellent qu'il est l'un des trois cimetières locaux destinés à une minorité religieuse, avec le cimetière juif et le carré musulman de Saint-Claude. Durant la Seconde Guerre mondiale, les Champs Bruley sont utilisés pour accueillir les dépouilles de soldats allemands. Ce fut d'abord le cas sous l'Occupation, quand Besançon est bombardée par les Alliés dans la nuit du 15 au 16 juillet 1943,. La Wehrmacht enregistre des pertes estimées à environ 20 soldats, dont les cercueils sont accompagnés par une marche militaire. Ensuite à la Libération, lorsque les prisonniers de guerre morts y sont enterrés ainsi qu'à Saint-Claude. Toutes les tombes sont transférées au cimetière militaire d'Andilly en 1958,. Aujourd'hui les nouveaux défunts continuent d'être reçus, le plus souvent placés dans l'espace central prévu à cet effet ou suivant le renouvellement des concessions.
Depuis 2016, dans le cadre de sa politique environnementale, la Municipalité n'utilise plus de produits phytosanitaires et propose un espace de tri pour les visiteurs afin de valoriser les déchets issus de l'entretien particulier des tombes.

## Fonctionnement et architecture

### Organisation

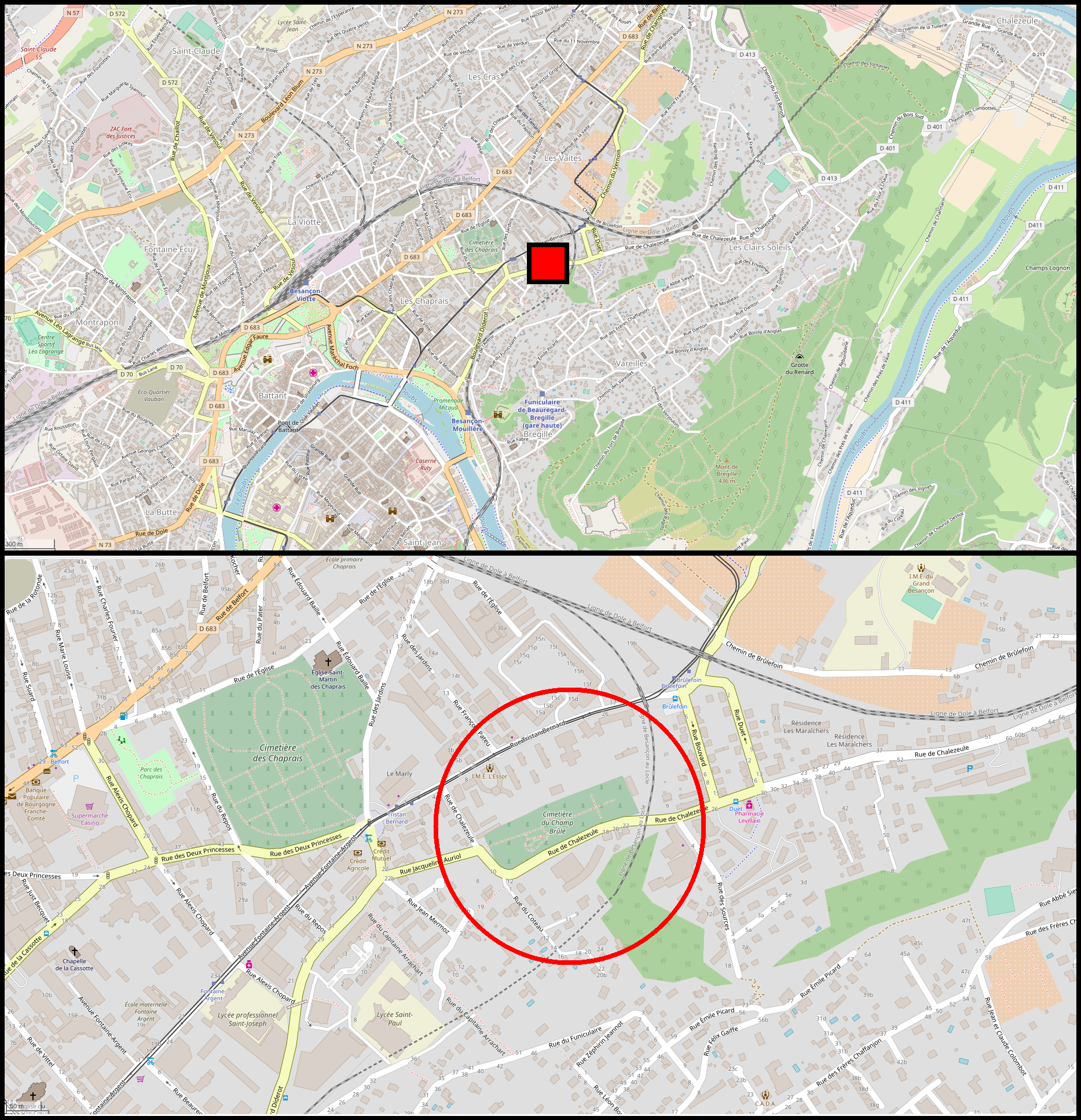
Localisation du cimetière à Besançon (gros plan) d'après une carte OpenStreetMap.

Le site des Champs Bruley est situé rue de Chalezeule au centre-est de la ville, à l'intersection des quartiers Chaprais, Bregille, Clairs-Soleils et Vaîtes. Il se compose d'un terrain en longueur d'environ un hectare, ce qui en fait l'un des plus petits intra-muros avec le cimetière de Velotte, et compte environ 750 sépultures séparées par de larges espaces de verdure. La parcelle est enserrée par la route côté sud/sud-ouest, par la ligne de chemin de fer Besançon-Viotte au Locle à l'est, et d'habitations de part et d'autre de ses flancs. Ce secteur est desservi par le réseau urbain de bus Ginko avec la ligne 5 — arrêt Jean Mermoz, ainsi que la ligne une du tramway — station Tristan Bernard. Il est l'un des cinq cimetières municipaux, et à ce titre entièrement administré et géré par la Ville de Besançon, qui s'occupe ainsi quasiment de toutes les concessions, de l'entretien et de l'accessibilité. Seul le carré de l'Hospice est placé sous l'égide du comité d'Action des œuvres protestantes, dépendant de la paroisse réformée,. L'organisation du site s'appuie sur son histoire, ainsi que les besoins et l'évolution du profil des défunts ; quatre grands ensembles se détachent : la partie de l'Hospice (K), la partie ancienne (E), ainsi que les nouveaux carrés (C, D, F, et G) et leurs annexes (H et I).
À droite de l'entrée d'abord, le carré de l'Hospice est destiné aux plus modestes ou sans famille, réservé depuis la fin du XIXe siècle et accueillant plus de 70 croix grises,. Au fond ensuite, les sépultures clairement protestantes et paroissiales parfois très anciennes, ; elles sont facilement reconnaissables par leur état, peu entretenues, difficilement identifiables, envahies de lichens, mousses et lierres, leurs inscriptions bibliques ostensibles sont rarement lisibles. On y trouve la majorité des pasteurs et religieux influents, ainsi que la colonne Voirol et les caveaux de familles horlogères suisses aux patronymes typiques comme les Sandoz, les Girod, ou les Maillard-Salin,. Enfin les nouvelles parcelles au centre du site, apparues à partir de 1881 et dans l'après-guerre accueillant les nouveaux arrivants dans une totale mixité. Les stèles affichent discrètement la confession de leurs locataires, ainsi les réformés ne sont plus reconnaissables qu'à divers éléments comme l'inscription de versets bibliques, la phrase du pasteur prononcée ou écrite lors de la confirmation, ou encore l'inscription d'une croix huguenote ou d'une rose de Luther. Autorisées depuis plus d'un siècle dans le protestantisme, les urnes de crémation et jardins d’épandages y ont aussi fait leur apparition. Le long de l'allée se trouvent les ornements en hommage à Jean Gigoux et François-Louis Bersot, alors que le Monument aux morts de la guerre de 1870 forme un noyau où les militaires défunts sont enterrés dans la pelouse adjacente. 

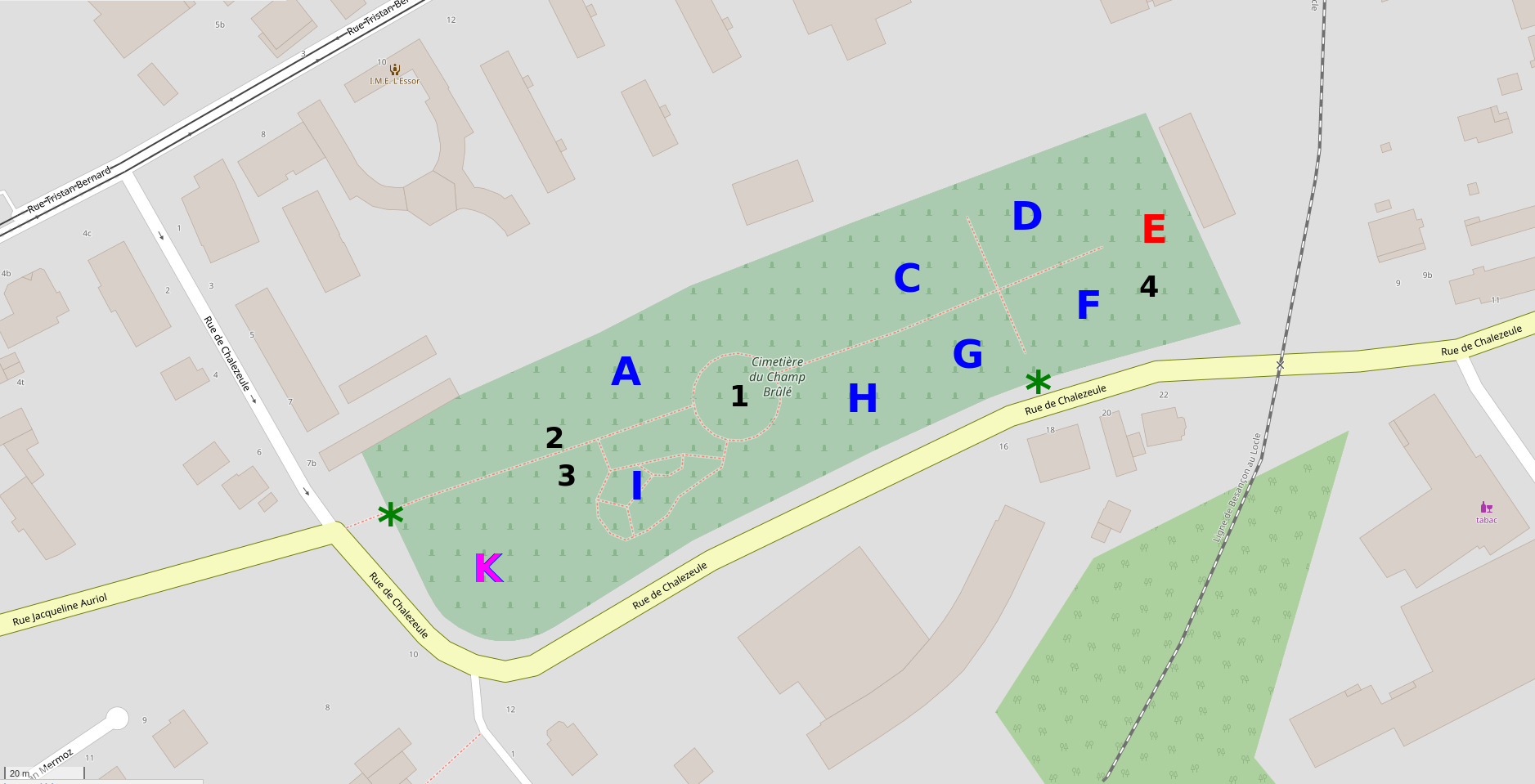
Plan du cimetière d'après une carte OpenStreetMap :
K : carré de l'Hospice ; E : partie ancienne ; C, D, F, G : nouveaux carrés ; A, I : annexes et jardin du souvenir.
1 : Monument aux morts ; 2, 3 : Monuments Gigoux et Bersot ; 4 : monument Voirol ; * : entrées.

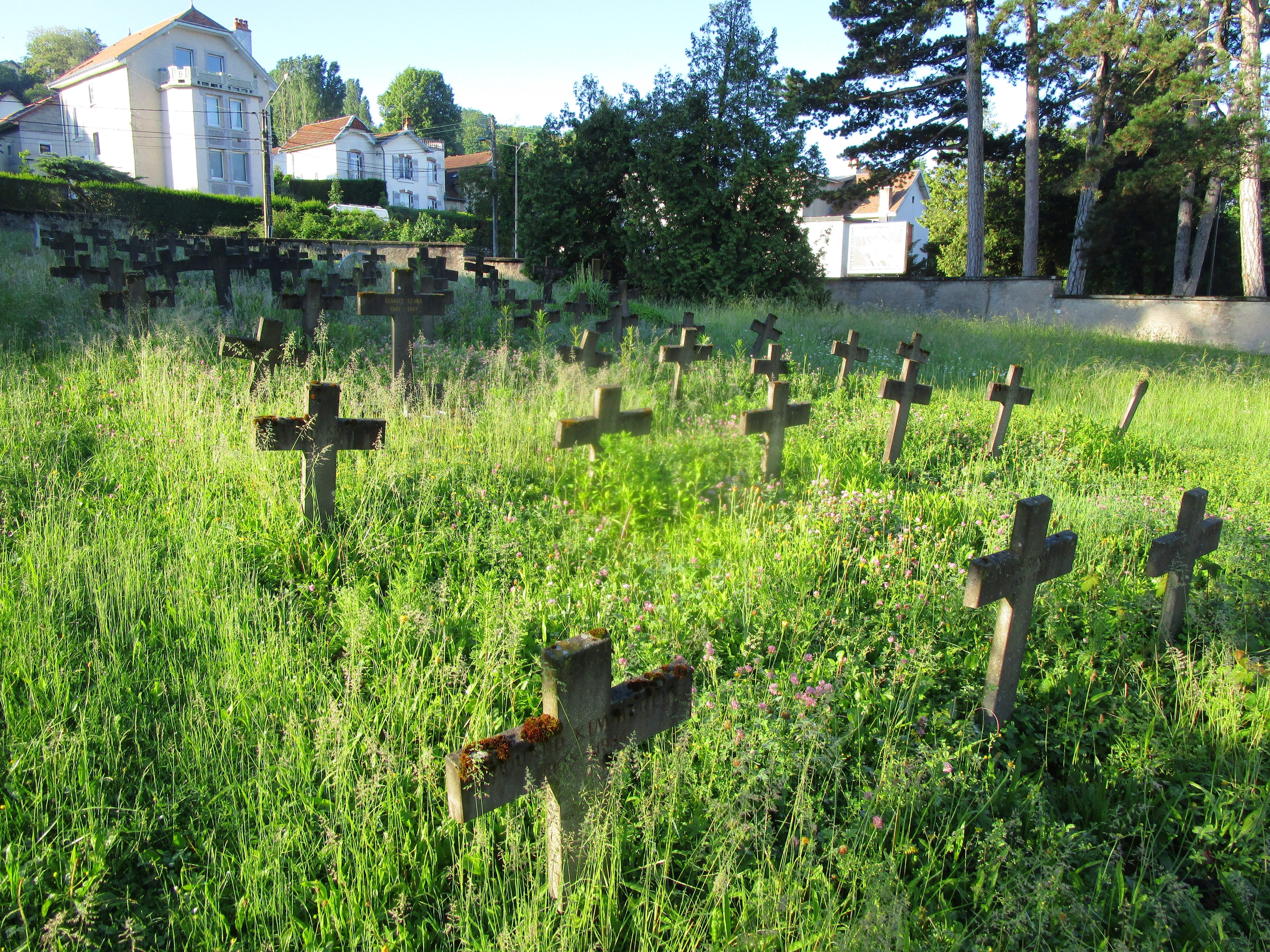
Le carré de l'Hospice (K).
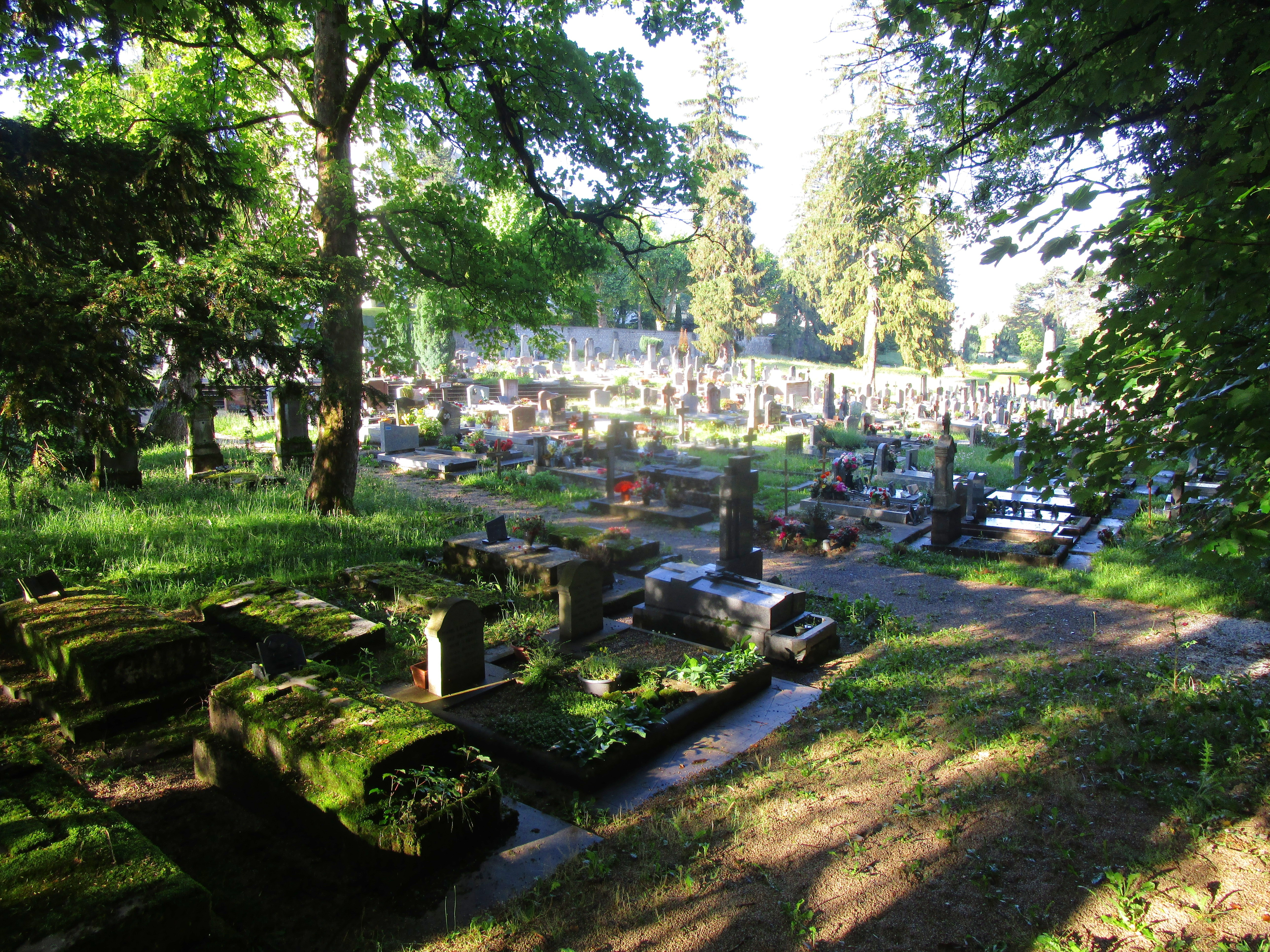
Les nouveaux carrés (C, D, F, G, et H).
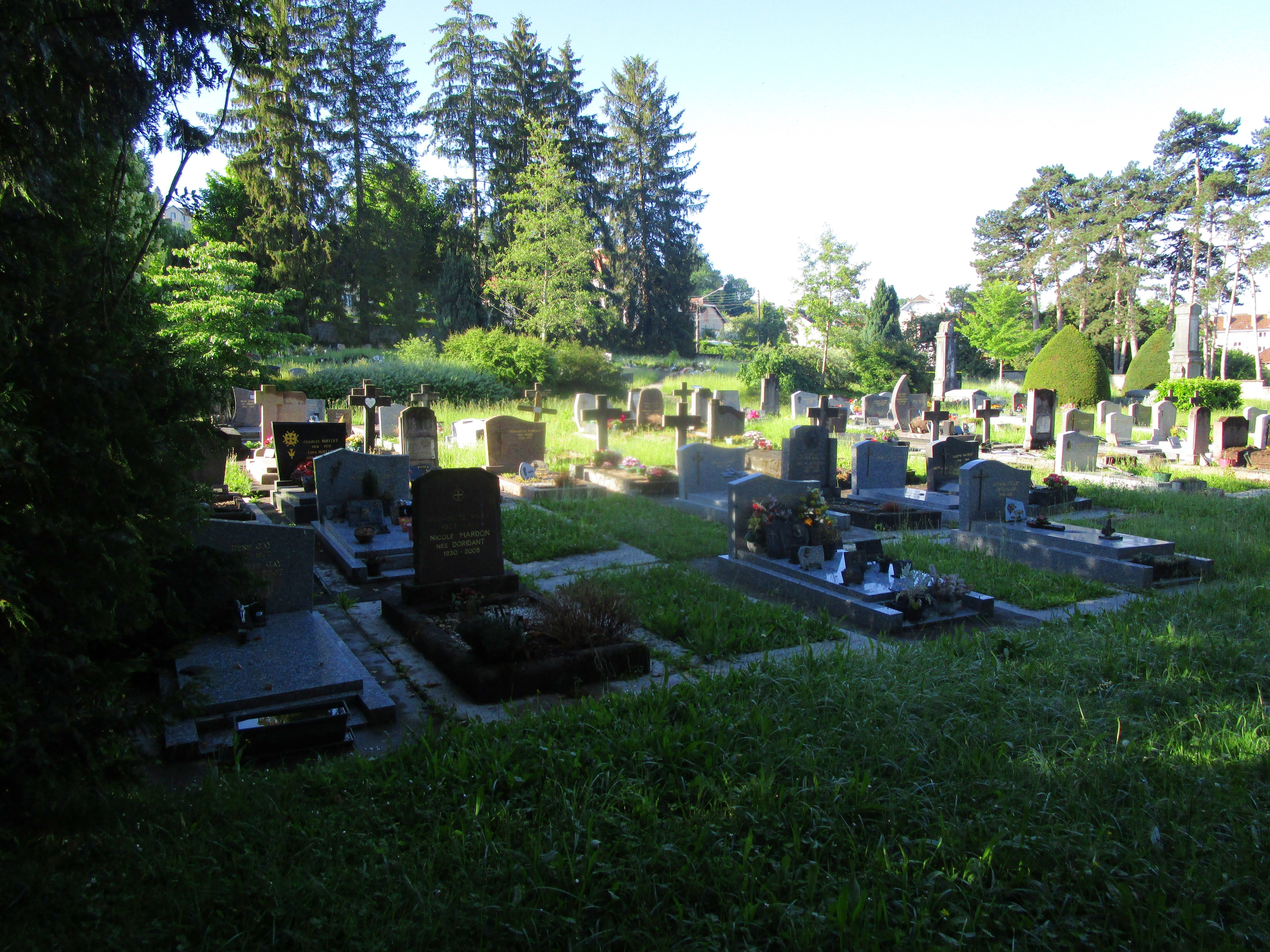
Le carré annexe (A).
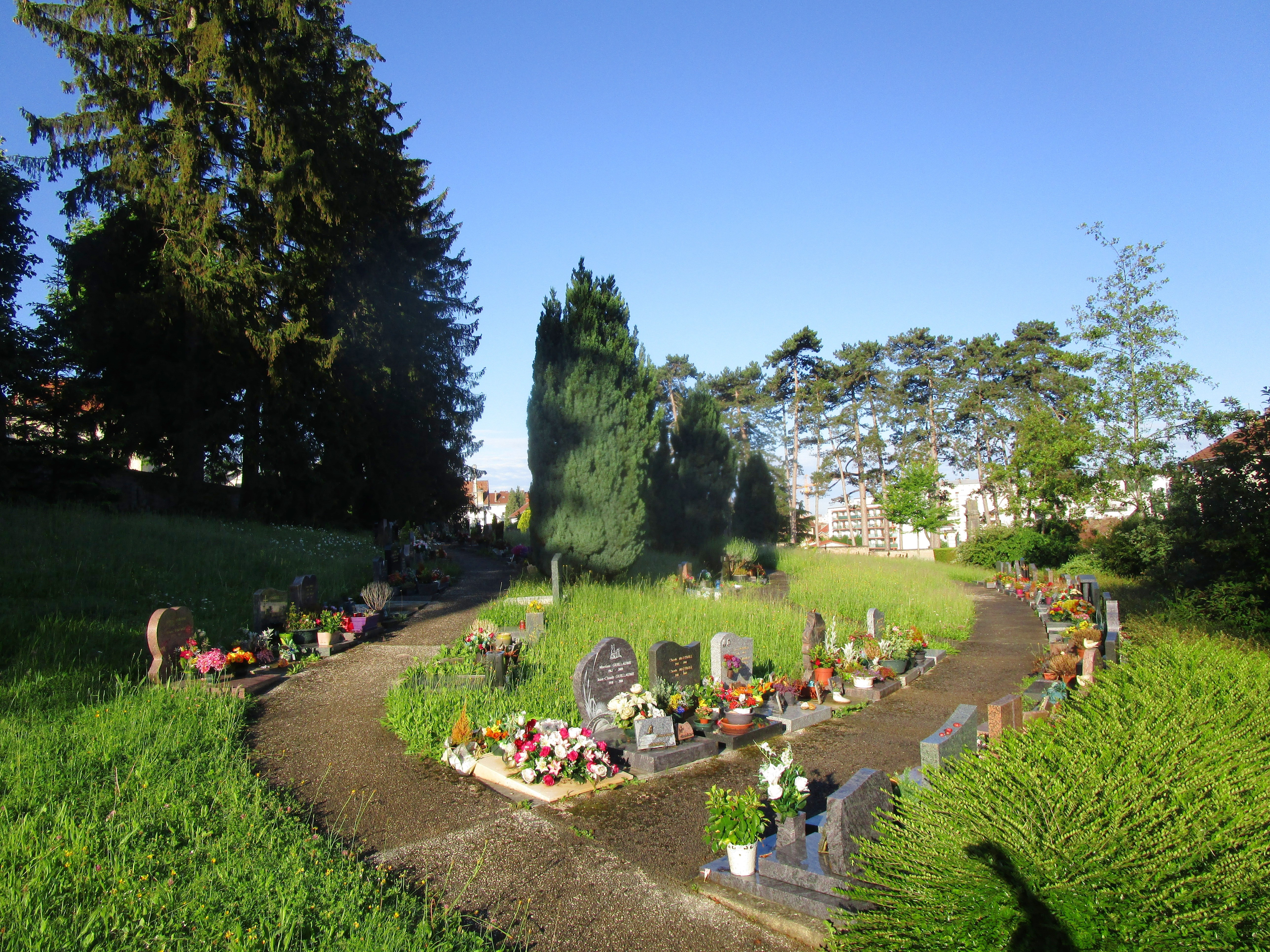
Le carré annexe (I).
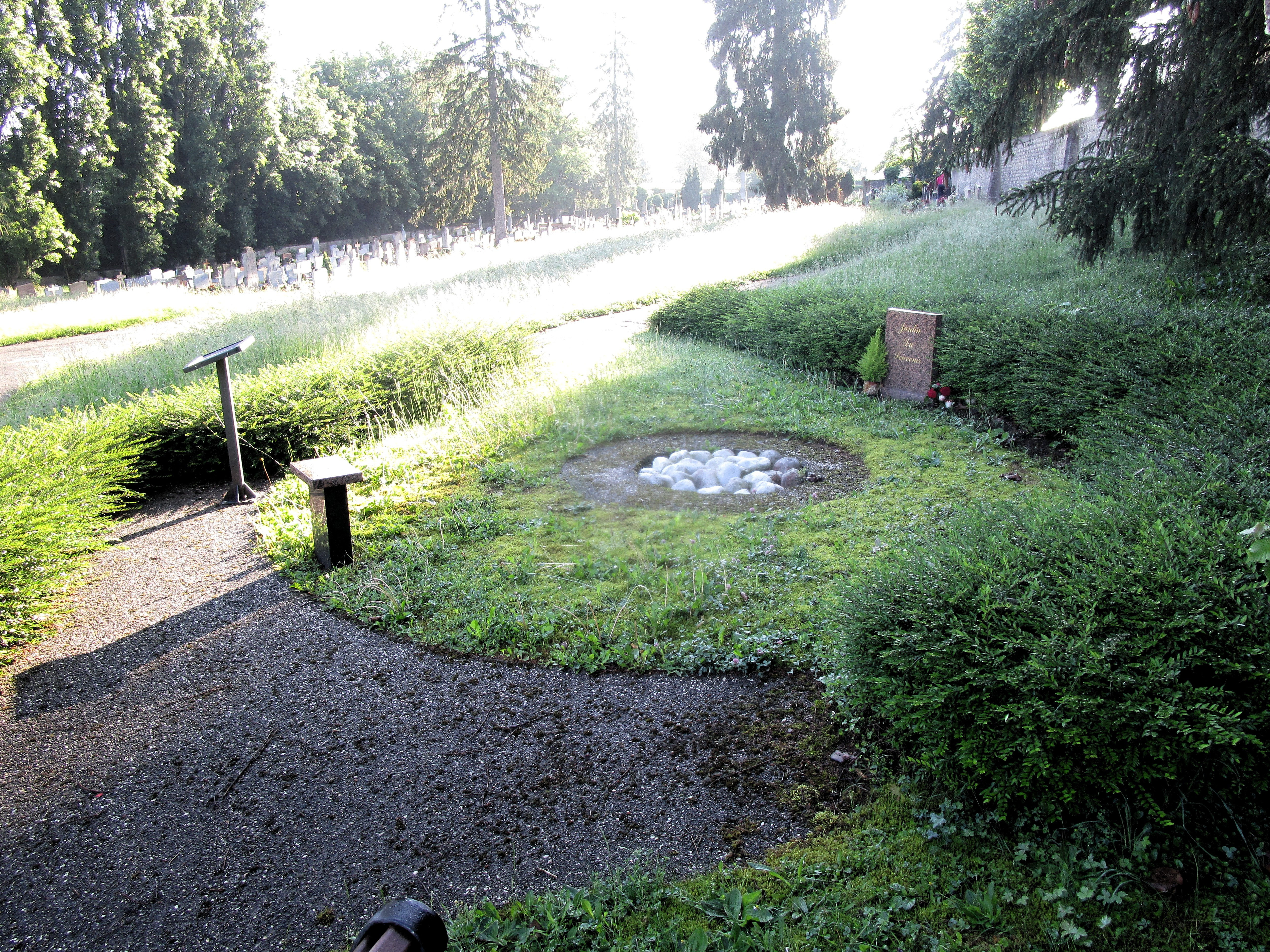
le jardin du Souvenir.
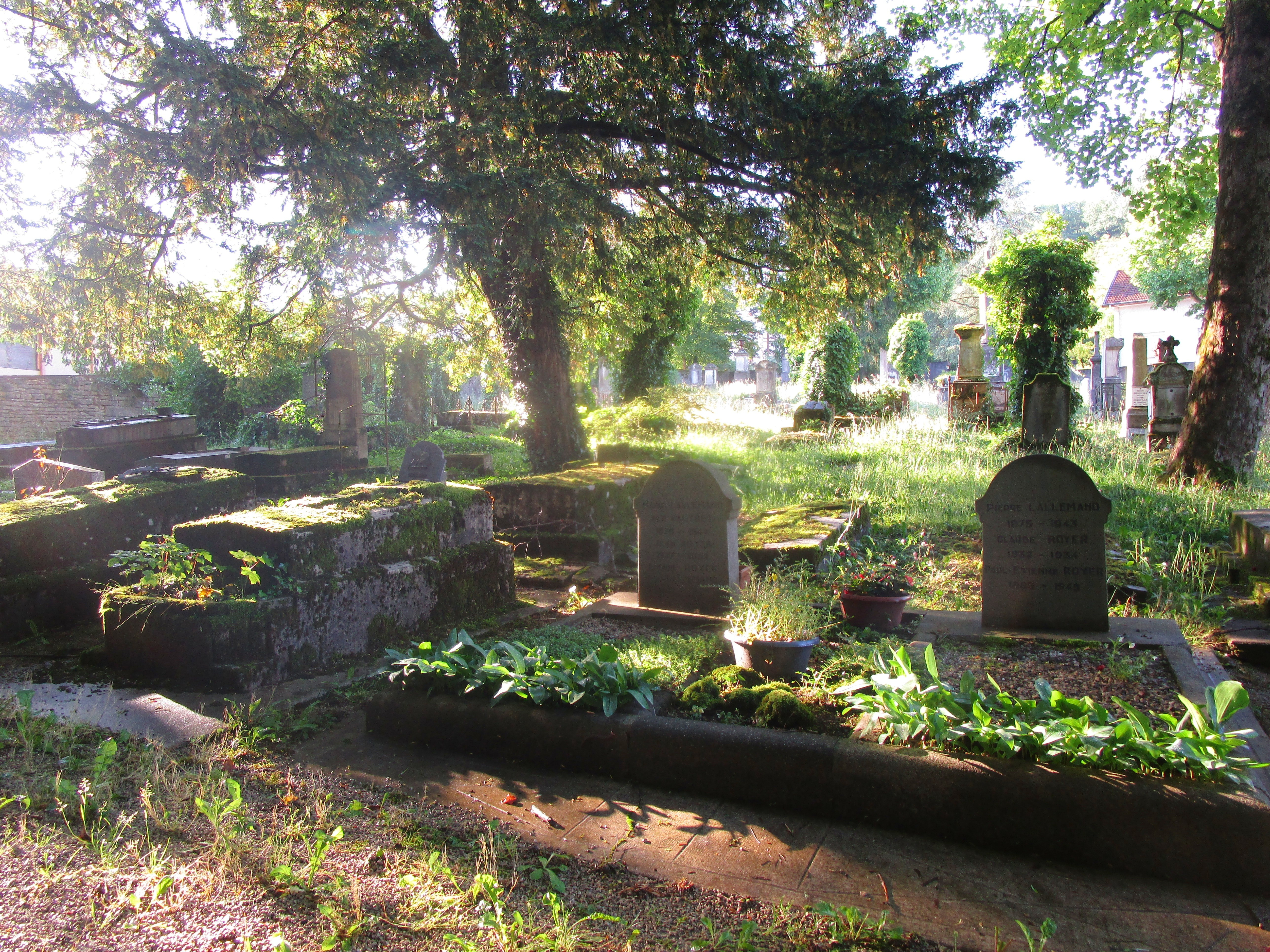
La partie ancienne (E).

### Aspects sociologiques et rituels
Les branches proches du protestantisme présentes dans la région ont été, de par leur histoire plus contemporaine, exemptes de la situation spécifique des réformés. La seule exception qui bénéficie d'une comparaison analogue concerne les anabaptistes-mennonites-amishs, bien que plus fortement ancrés dans le nord de la Comté. Ceux-ci, également persécutés et rejetés, ont formé des assemblées mais aussi plusieurs cimetières locaux de 1760 à 1870, dont certains sont encore en l'état et même en fonctionnement comme à Montbéliard,.

### Sépultures et personnalités

#### Grandes figures

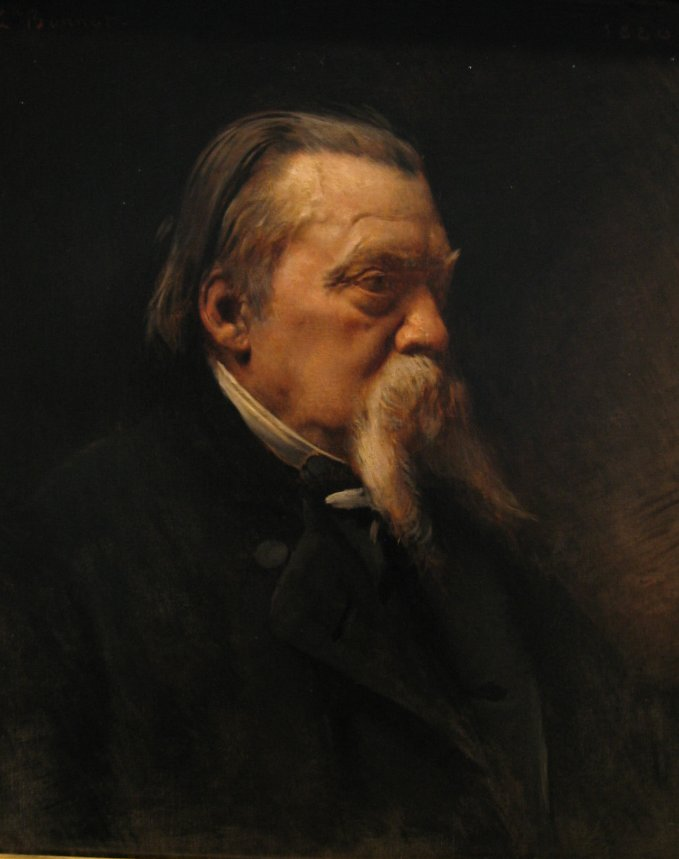
Léon Bonnat, Portrait de Jean Gigoux (1880), peintre notable enterré aux Champs Bruley.

- La tombe de l'érudit Charles-Léopold Duvernoy[1],[b 1] (1774-1850). Originaire du pays de Montbéliard, il passe vingt-cinq ans à la classification de la bibliothèque municipale en particulier des fonds Granvelle[1] ; comme le mentionne sa stèle, la concession est offerte par la Municipalité et le monument réalisé par l'Académie de Besançon « en mémoire de ses travaux importants pour l'histoire de la province[1]. »
- Le monument funéraire du général Théophile Voirol[33],[34],[35] (1784-1853). Les mentions expliquent que ce Suisse d'origine s'est engagé dans les armées du Consulat à quinze ans, avant d'être promu général à 30 ans, et connut vingt-trois batailles pour enfin devenir gouverneur[1] ; il fut en effet commandant en chef de l’armée d’Afrique en Algérie (1833-1834), commandant militaire de Strasbourg et opposant à la tentative du coup d’État de 1836 menée par Louis-Napoléon Bonaparte, puis commandant militaire de Besançon. Sa colonne prend modèle sur celle qui lui est attribuée en 1834, au point culminant de la route d’Alger à Birmandreïs[36].
- Les dépouilles de 2 179 officiers, sous-officiers et soldats, tués lors de la guerre franco-allemande de 1870 [37] réparties dans 2 fosses communes de part et d'autre de l'allée centrale[25] et honorées par un monument inauguré en 1886 par le général Wolff commandant du 7e corps d'armée. Tombées aux combats de Villersexel et Héricourt, on compte parmi les victimes environ 500 Comtois, cinquante à soixante non-identifiés, vingt-cinq appelés du 1er bataillon du Tarn-et-Garonne[Note 1], ainsi que quinze ennemis[25]. La liste des victimes est gravée sur 12 feuilles de bronze (livre d'airain)[38] qui avaient été déposées dans un coffre à la base de l'obélisque, le 14 août 1893[1],[39]. En 2014, la municipalité a transféré le livre au musée du Temps[40],[41].
- Le monument funéraire du bienfaiteur, industriel et conseiller municipal, François-Louis Bersot[34],[1],[35],[42] (1822-1887), qui lègue plus d'un million de francs-or à la ville et aux œuvres sociales à sa mort[1]. À son décès, des funérailles solennelles sont unanimement votées et organisées par le conseil municipal, avec un cortège officiel de son domicile rue Nodier au temple du Saint-Esprit[43]. La construction, approuvée par la Municipalité le 31 mars 1888 avec un crédit de 8 000 francs, fut confiée au sculpteur Just Becquet[43].
- Le monument funéraire du peintre Jean Gigoux[34],[42],[35] (1806-1894), d'abord enterré au cimetière des Chaprais puis transféré à l'entrée des Champs Bruley[44] par arrêté préfectoral en 1895[18]. Né à Besançon et artiste important, il fit don d'une importante collection au musée des Beaux-Arts et d’Archéologie[1].
- La tombe de l'avocat et homme politique socialiste Jean Minjoz[34],[25],[35]. (1904-1987). Il fut député du Doubs (1945-1958), maire de Besançon (1953-1977), sous-secrétaire d'État au Commerce et à la Distribution (1946-1947), secrétaire d'État au Travail et à la Sécurité sociale (1956-1957).
- La tombe du compositeur André Bidalot (1898-1978), auteur de plusieurs symphonies[34],[42] et père de l'historien local Georges Bidalot.
- La tombe d'Ariane Theiller, assassinée à l'âge de 24 ans lors des attentats du 13 novembre 2015 en France[45],[46].
- La tombe d'Edmond Sandoz (en) (1872-1943), sportif ayant participé aux Jeux olympiques de 1912[47].

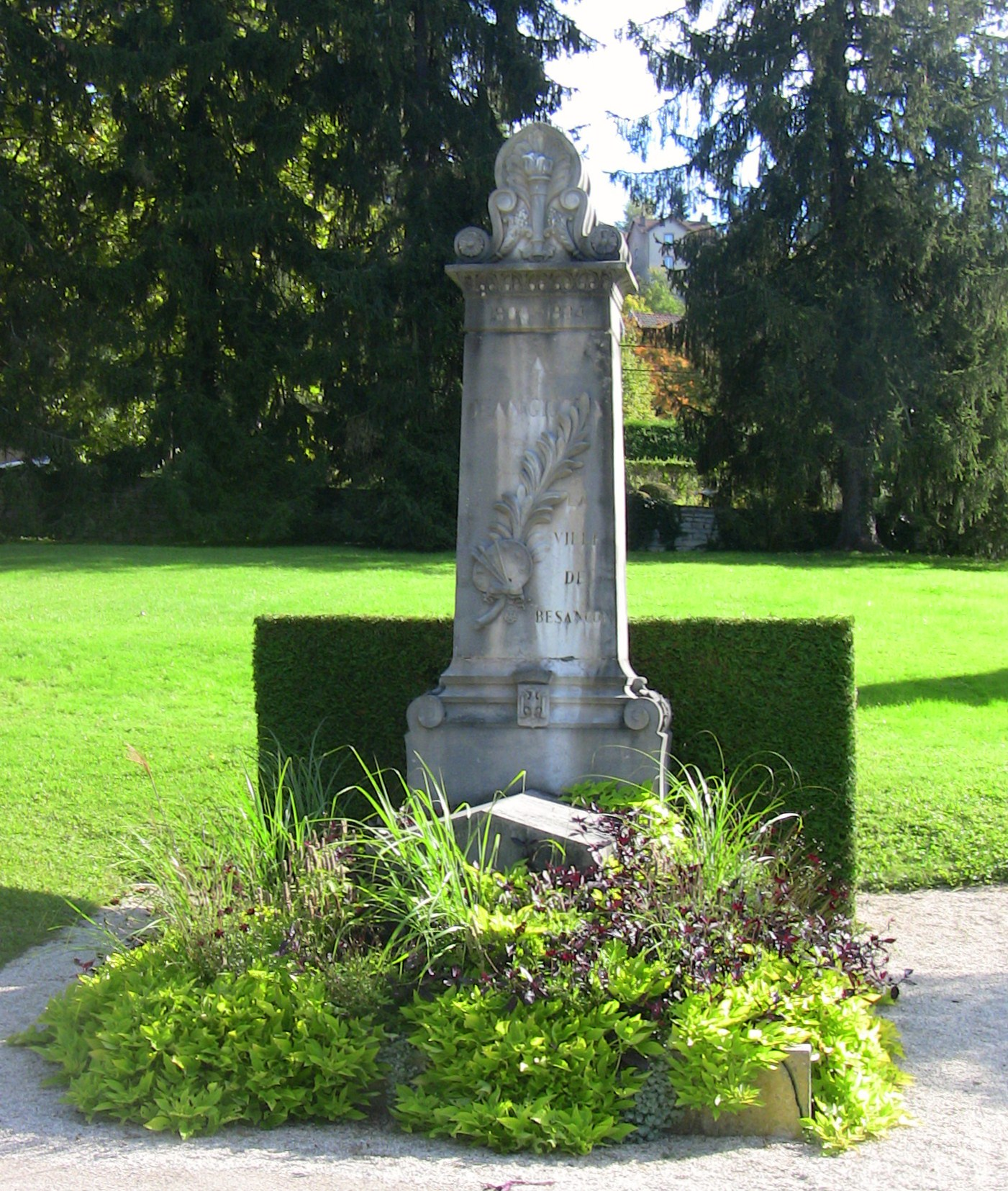
Monument Gigoux.
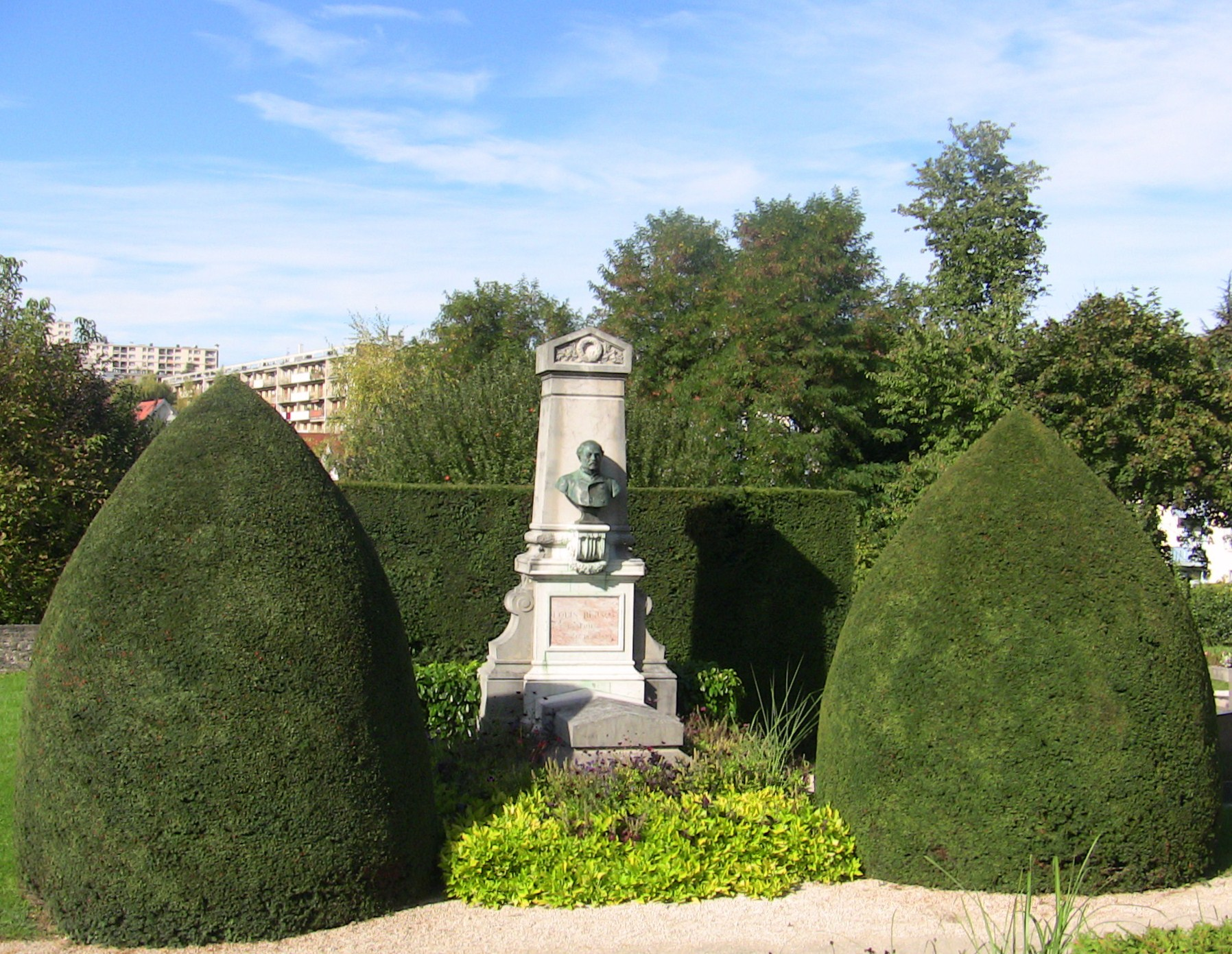
Monument Bersot.
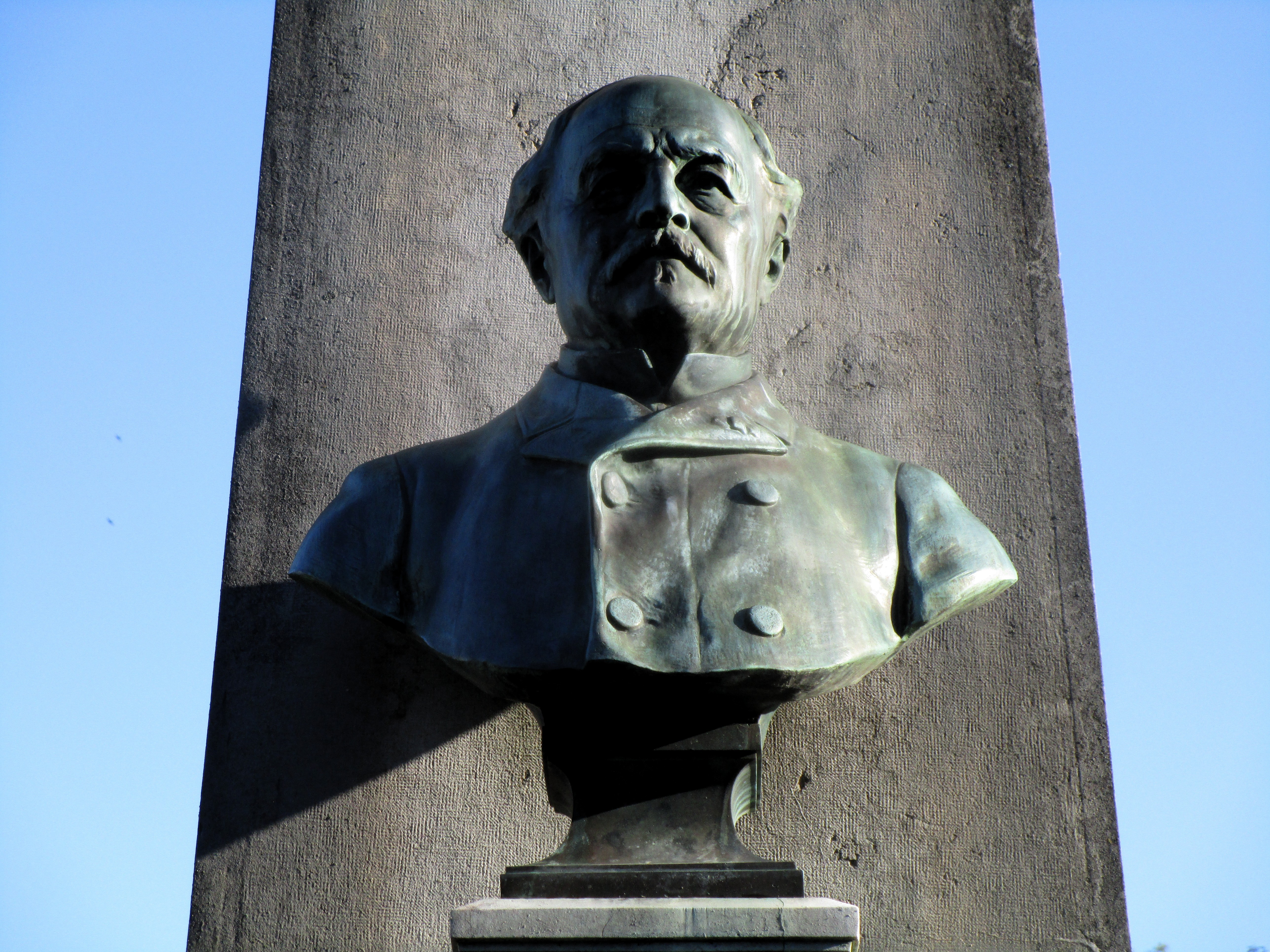
Buste de François-Louis Bersot.
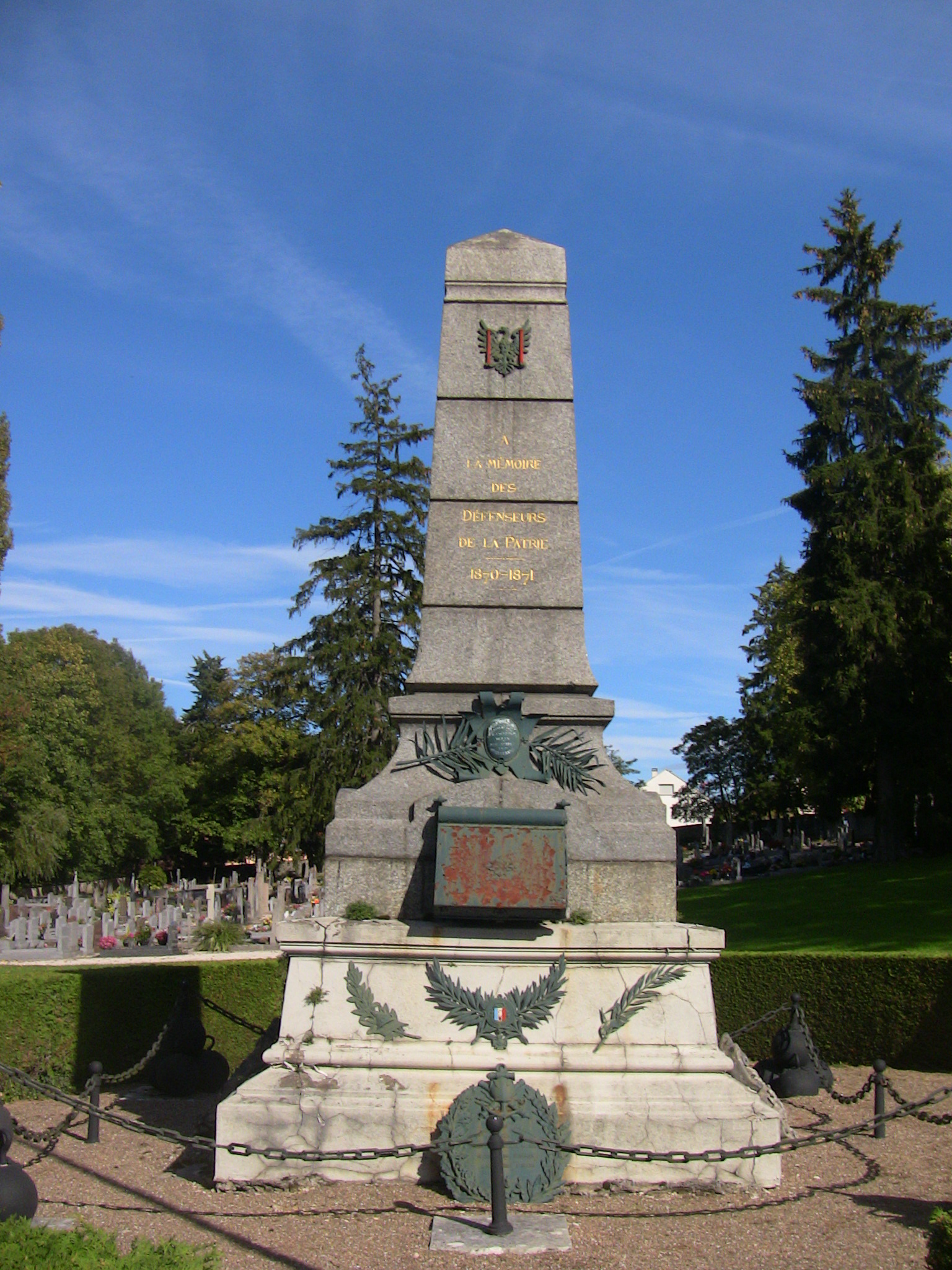
Le Monument aux morts de 1870.
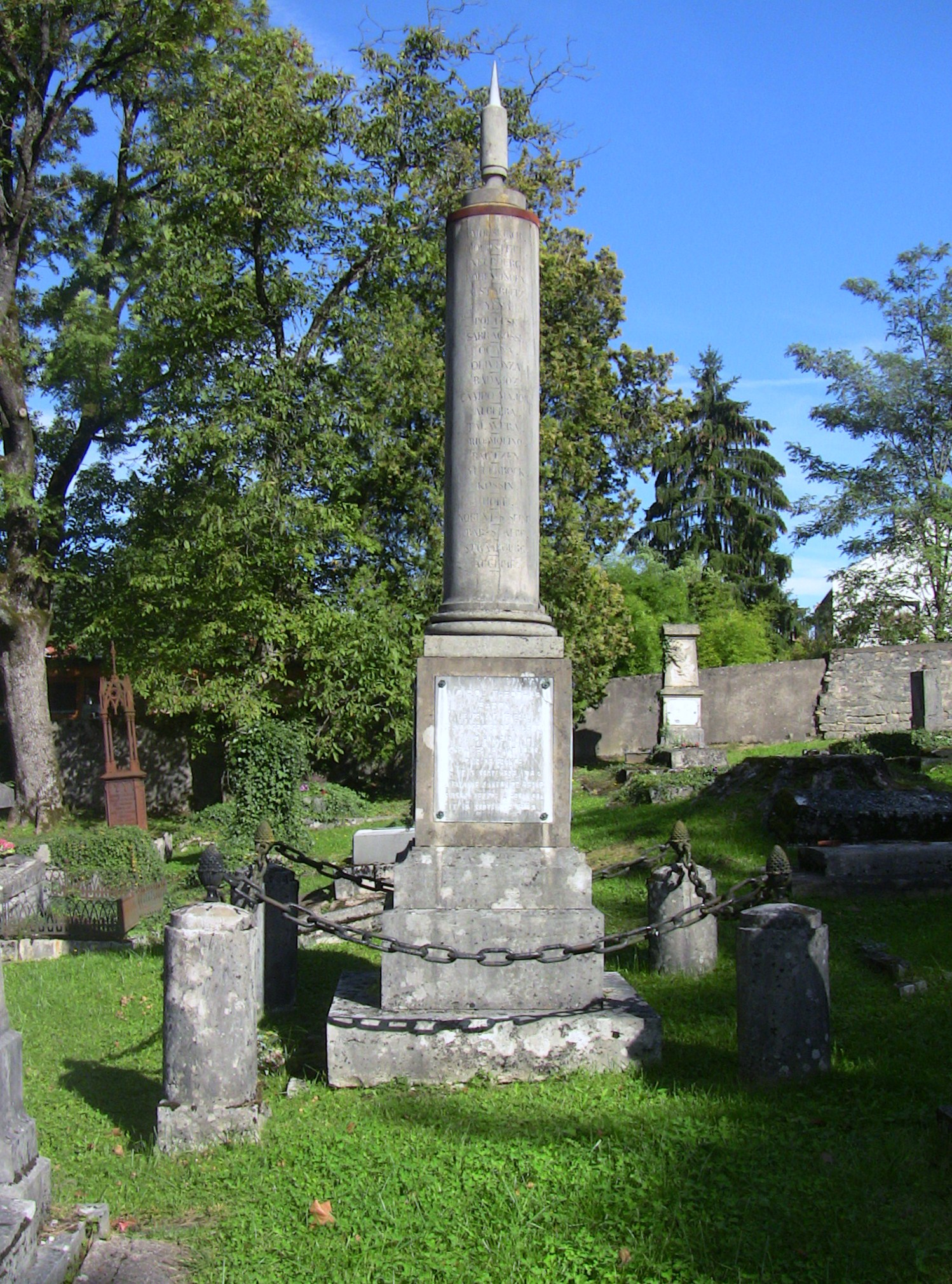
La colonne Voirol.

#### Pasteurs et paroissiens notables
- Matthieu Miroglio, pasteur et président du Consistoire de 1814 à 1865[48].
- Philippe Sandoz, pasteur de 1822 à 1859[48].
- Élie Abt, pasteur de 1866 à 1906[48].
- Ladreyt Mealy, pasteur et fondateur de la Retraite réformée de 1868 à 1888[48], concession gratuite et perpétuelle[18].
- Jules Pyt, pasteur de 1899 à 1925[48].

### Principaux ouvrages
Sources récurrentes et d'autorité utilisées pour la rédaction de cet article, dont les références sont détaillées dans la rubrique correspondante :
Quand Besançon se donne à lire : essais en anthropologie urbaine.
1. 1 2 3 4 5 6 7 8 9 10  Anne Raulin (direction) et Ingar Düring (rédaction), Quand Besançon se donne à lire : essais en anthropologie urbaine, page 59.
2. 1 2 3 4 5 6 7 8  Anne Raulin (direction) et Ingar Düring (rédaction), Quand Besançon se donne à lire : essais en anthropologie urbaine, pp. 55 à 57.
3. 1 2  Anne Raulin (direction) et Ingar Düring (rédaction), Quand Besançon se donne à lire : essais en anthropologie urbaine, p. 58.
4. ↑  Anne Raulin (direction) et Ingar Düring (rédaction), Quand Besançon se donne à lire : essais en anthropologie urbaine, pages 60 et 61.

La vie religieuse à Besançon, du IIe siècle à 2010.
1. 1 2 3 4 5 6 7 8 9  Pierre Chauve (coordination) et Jean-Marc Debard (rédaction), La vie religieuse à Besançon, du IIe siècle à 2010, pages 90 et 91.
2. 1 2 3 4 5 6 7 8 9 10 11 12  Pierre Chauve (coordination) et Jean-Marc Debard (rédaction), La vie religieuse à Besançon, du IIe siècle à 2010, pp. 86 à 90.
3. 1 2 3 4 5 6  Pierre Chauve (coordination) et Jean-Marc Debard (rédaction), La vie religieuse à Besançon, du IIe siècle à 2010, p. 90.
4. 1 2 3  Pierre Chauve (coordination) et Jean-Marc Debard (rédaction), La vie religieuse à Besançon, du IIe siècle à 2010, p. 91.

Une nécropole romantique : le cimetière des Chaprais à Besançon.
1. 1 2 3 4 5 6 7  Anne-Lise Thierry, Une nécropole romantique : le cimetière des Chaprais à Besançon, page 15.
2. 1 2 3  Anne-Lise Thierry, Une nécropole romantique : le cimetière des Chaprais à Besançon, page 17.
3. ↑  Anne-Lise Thierry, Une nécropole romantique : le cimetière des Chaprais à Besançon, p. 11.
4. 1 2 3 4 5 6 7  Anne-Lise Thierry, Une nécropole romantique : le cimetière des Chaprais à Besançon, Modèle:P.16.
5. ↑  Anne-Lise Thierry, Une nécropole romantique : le cimetière des Chaprais à Besançon, p. 32.

### Autres sources
1. 1 2 3 4 5 6 7 8 9 10 11 12 13 14 15 16 17 18 19 20 21 22 23 24 25 26 27 28 29 30 31 32 33 34 35 36  Jean-Claude Meux, histoire du cimetière des Champs Bruley, sur le site officiel de l'Église protestante unie de Besançon (consulté le 19 mai 2018).
2. ↑  Émile Haag (dir.), La France protestante ou vies des protestants français qui se sont fait un nom dans l'histoire, t. 1, Cherbuliez, 1847, page 91.
3. ↑  Les Mouvements religieux sectaires à Besançon, dossier spécial la Presse bisontine, numéro 64 de mars 2005, pp. 10 à 15, sur le site officiel du journal (consulté le 8 novembre 2018).
4. 1 2 3 4 5 6 7 8 9  Pierre-Yves Kirschleger, les lieux d’enterrement des protestants, sur le site du musée virtuel du Protestant (consulté le 23 mai 2018).
5. ↑  M. Richard, Histoire des diocèses de Besançon et de Saint-Claude tome II, librairie Cornu, 1851, Modèle:Pp.202 à 258.
6. ↑  [PDF] Pierre-Yves Kirschleger, les cimetières Protestants, sur le site de la Mémoire mulhousienne (consulté le 23 mai 2018).
7. 1 2 3  Charles Simpson, l’enterrement protestant : cérémonie et déroulement des obsèques, sur Obseques-infos.com (consulté le 19 mai 2018).
8. ↑  Claude Fohlen, Histoire de Besançon : Des origines à la fin du XVIe siècle, t. 1, Besançon, Cêtre, 1981, 692 p. (ISBN 2-901040-27-6), pages 58 à 68.
9. ↑  Extraits originaux de l'Ordonnance Royale du 10 mars 1776 concernant les inhumations, sur Arola-village.com (consulté le 21 mai 2018).
10. 1 2 3 4  Le cimetière des Chaprais : sculptures funéraires, interview de d'Anne Lise Thierry, par l'INA (consulté le 19 mai 2018).
11. ↑  Jean Defrasne, Histoire d'une ville, Besançon : le temps retrouvé, t. 1, Cêtre, 1987, 187 p., page 57.
12. ↑  J.-F.H., « la difficile gestion des cimetières bisontins », La Presse bisontine, numéro 49, novembre 2004, p. 13, sur le site officiel du journal La Presse bisontine (consulté le 27 mai 2018).
13. ↑  Hector Tonon, Jean-François Culot, Marie-Édith Henckel, Annie Mathieu, Jacques Mathieu, Georges Bidalot, Jacqueline Bévalot, Paul Broquet, Jean-Claude Monti, Anne Porro, Jacques Breton, Jean-Claude Grappin, Pierre-Louis Bréchat, Yves Mercier et Pierre Riobé, Mémoires de Bregille (2e édition), Besançon, Cêtre, décembre 2009, 311 p. (ISBN 978-2-87823-196-0), p. 217.
14. ↑  Clarisse Caty, « Passé et présent de la communauté juive de Besançon », sur le domaine Migrations-Besançon.fr du site officiel de la Ville de Besançon (consulté le 26 mai 2018).
15. ↑  Sophie Courageot, « Un cimetière où dorment de belles histoires », sur le site officiel du journal France 3 Franche-Comté (consulté le 27 mai 2018).
16. ↑  [PDF] Joseph Pinard, « Un spectacle apprécié à Besançon en 1891 », journal municipal Besançon votre ville, décembre 2011, pp. 42-43, sur le site officiel du BVV (consulté le 27 mai 2018).
17. ↑  « La loi du 14 novembre 1881 dite loi sur la neutralité des cimetières », sur le site de la Législation concernant les activités religieuses et l’organisation des cultes du CNRS (consulté le 19 mai 2019).
18. 1 2 3  « Fonds municipaux des archives concernant le cimetière des Champs Bruley », sur le patrimoine numérisé de la Ville (consulté le 25 mai 2018).
19. ↑  Des listes de morts à la guerre dans la presse locale, en novembre 1915, sur le site d'Hier et aujourd'hui, consacré à l'étude de la presse comtoise entre 1913 et 1916 (consulté le 27 mai 2019).
20. ↑  Morts pour la France : le programme du 1er novembre à Besançon, sur le site officiel du journal MaCommune.info (consulté le 27 mai 2018).
21. 1 2  « Cimetières à Besançon : là aussi, des attentions particulières pour l’environnement », sur le site officiel du journal MaCommune.info (consulté le 31 octobre 2018).
22. ↑  Robert Dutriez, La Seconde Guerre mondiale en Franche-Comté, Besançon, Cêtre, 1984, 143 p., p. 43.
23. 1 2 3  « Le bombardement de la gare Viotte à Besançon dans la nuit du 15 au 16 juillet 1943 », sur le site Histoire des Chaprais (consulté le 27 mai 2018).
24. 1 2  Anne-Laure Charles, « La mortalité des Prisonniers de guerre de l'Axe à Besançon », sur le site de la Mémoire de Guerre Comtois (consulté le 19 mai 2018).
25. 1 2 3 4  « Le cimetière des Champs Bruley », sur le site de l'Association Vivre aux Chaprais (consulté le 19 mai 2018).
26. ↑  « Le cimetière des Champs Bruley », sur Geneanet.org (consulté le 19 mai 2018).
27. ↑  Cartes IGN consultées sur Géoportail.
28. ↑  Plan détaillé des lignes de transport en commun à Besançon, sur le site officiel de Ginko (consulté le 27 mai 2018).
29. ↑  « Le cimetière des Champs Bruley », sur le site officiel de la Ville de Besançon (consulté le 19 mai 2018).
30. ↑  « Les six cimetières municipaux de Besançon », sur le site officiel du journal L'Est républicain (consulté le 19 mai 2018).
31. ↑  Werner Enninger et Michèle Wolff, Lieux d'inhumation anabaptistes : une approche proxémique, archives de sciences sociales des religions, 42e année, numéro 97 de janvier-mars 1997, pp. 115-140 (lire en ligne).
32. ↑  Valentin Colin, « Haut-Doubs : des cimetières oubliés et abandonnés », édition du 13 juillet 2018, sur le site officiel du journal L'Est républicain (consulté le 8 novembre 2018).
33. ↑  Alain Chappet, Guide napoléonien : descriptifs des musées, monuments, stèles, curiosités sur l'histoire de 1795 à 1815 en France et à l'étranger, t. 1, C. Lavauzelle, 1981, 383 p., page 39.
34. 1 2 3 4 5  Quelles personnalités sont enterrées dans les cimetières de Besançon ? sur le site officiel du journal MaCommune.info (consulté le 31 octobre 2018).
35. 1 2 3 4  Bertrand Beyern, visite du cimetière des Champs Bruley, sur le site de l'auteur (consulté le 20 mai 2018).
36. ↑  Yves Marthod, l'émigration suisse en Algérie, sur le site du Centre de documentation historique sur l'Algérie (consulté le 26 mai 2018).
37. ↑  La liste des Monuments aux Morts du conflit de 1870 dans le Doubs, sur le site du Souvenir français (consulté le 20 mai 2018).
38. ↑  De dimensions 50 cm (H) x 63 cm (L) x 7 cm (P).
39. ↑  « Bibliothèques - Comité Auxiliaire de Besançon. Inauguration du livre d'airain au Champ-Bruley. le lundi 14 Août 1893, suivie de noms des 2.179 officiers, sous officiers et soldats inhumés en 1870-1871 [Texte imprimé] / : [s.n.?] , 1893. - 1893 », sur memoirevive.besancon.fr (consulté le 2 novembre 2020)
40. ↑  Christiane Dormois, « Le Souvenir de la guerre de 1870 | Fédération Nationale Autonome Pupilles de la Nation orphelins de Guerre », 2 décembre 2020 (consulté le 11 février 2021)
41. ↑  « Le livre d’airain du cimetière des Champs Bruley », sur memoirevive.besancon.fr (consulté le 4 mars 2021)
42. 1 2 3  Philippe Landru, visite du cimetière des Champs Bruley, sur le site de l'auteur (consulté le 25 mai 2018).
43. 1 2  Joseph Pinard, François Bersot, bienfaiteur, journal municipal Besançon votre ville, janvier 2009, pages 42-43, sur le site officiel du B.V.V. (consulté le 27 mai 2018).
44. ↑  Henry Jouin, Jean Gigoux : Artistes et gens de lettres de l'époque romantique, t. 1, Collection XIX, 2016, 131 p.
45. ↑  Pascale Krémer, portrait d'Ariane Theiller sur le site officiel du journal le Monde (consulté le 25 mai 2018).
46. ↑  Attentats à Paris, la liste des morts des attaques du 13 novembre ou 130 destins brisés, sur le site officiel du journal Ouest-France (consulté le 27 mai 2018).
47. ↑  Fiche d'Edmond Sandoz sur le site des Jeux Olympiques (consulté le 28 mars 2024).
48. 1 2 3 4 5  La liste des Pasteurs de la Paroisse de Besançon, sur le site officiel de la communauté (consulté le 20 mai 2018).